# Tucker Zimmerman
Tucker Zimmerman (* 14. února 1941) je americký zpěvák, kytarista, skladatel a spisovatel.
Narodil se v San Franciscu a hudbě se věnoval od dětství. Studoval hudební teorii a kompozici na Sanfranciské státní univerzitě, kterou dokončil v roce 1966. Téhož roku obdržel Fulbrightovo stipendium a odešel studovat do Itálie k Goffredu Petrassimu. V Itálii rovněž začal vystupovat ve folkových klubech, později v Londýně nahrál své první album Ten Songs, vydané v roce 1969 ve vydavatelství Regal Zonophone Records. Produkoval jej Tony Visconti a hráli na něm Aynsley Dunbar, Shawn Phillips a Rick Wakeman. Jako jedno ze svých oblíbených alb jej označil zpěvák David Bowie.
Následně se usadil v Belgii a do počátku 80. let vydal několik dalších alb, ale následně se soustředil na literaturu a skládání klasické hudby. K aktivnímu vystupování se vrátil v 90. letech coby člen kapely Nightshift Trio, s níž v roce 2003 vydal album Walking on the Edge of the Blues, následované několika dalšími nahrávkami. Jeho album Dance of Love (2024) produkovali členové skupiny Big Thief, kteří na něm rovněž tvořili jeho doprovodnou skupinu.